# Antoni Lardín i Oliver
Antoni Lardín i Oliver (Collbató, 1965 - Barcelona, 2024) és un historiador i doctor en història contemporània per la Universitat Autònoma de Barcelona (UAB), especialitzat en els períodes de la República i la Guerra Civil així com la militància del PSUC en els anys quaranta i cinquanta del segle xx. És membre del Centre d'Estudis de les Èpoques Franquista i Democràtica (CEFID).
Va obtenir el doctorat el 2004 amb la tesi Els treballadors industrials de Catalunya i el PSUC (1938-1959). Un dels principals encerts d'aquest treball es troba en la capacitat d'interrelacionar les variables socioeconòmiques i l'evolució de les condicions de vida dels treballadors catalans amb els avatars de la història del PSUC, dins d'uns plantejaments metodològics fins al moment poc comuns en la historiografia espanyola. Ha publicat articles a les revistes L'Avenç, Hispania Nova i Historia del Presente.

## Obres destacades[8]
- Josep Fortuny i Torrents. Una biografia política, (2000) (en col·laboració amb Joan Corbalán)
- Activitats comunistes clandestines. Sumari de la causa 555-IV-1951 contra Gregorio López Raimundo i altres lluitadors antifranquistes (2006)[1][9]
- 1939. La repressió franquista a Collbató (2006)', catàleg d'una exposició organitzada per l'Associació Cultural del Montserrat i el Memorial Democràtic de la Generalitat de Catalunya.[10]
- El PSUC a les empreses catalanes durant el primer franquisme (1939-1959) (Cossetània Edicions, 2008).